# Rudolph Karl von Gaisruck
Rudolph Karl von Gaisruck (* 1700 in Graz; † 27. März 1778 in Görz) war k.k. Feldzeugmeister und Inhaber des Infanterieregiments No. 44.

## Leben

### Herkunft
Gaisruck entstammt dem alten steirischen Grafen-Geschlecht. Seine Eltern waren Franz Leopold Graf von Gaisruck († 1730) und dessen Ehefrau, Maria Anna Rosina Usula, geborene Gräfin von Schrattenbach. Der Feldmarschall Franz Sigmund von Gaisruck († 1769) war sein Bruder.

### Militärkarriere
Er ging schon jung in kaiserliche Dienste und kämpfe im Österreichischen Erbfolgekrieg in den Schlachten bei Dettingen, Roucourt (1746) und Lauffeldt (1747).
Nach dem Krieg wurde er am 5. Februar 1750 Oberst und Kommandeur des Infanterieregiment No. 45. Während des Siebenjährigen Krieges leitete Gaisruck mit dem kurkölnischen Generalmajor von Nagel die Belagerung der Festung Sonnenstein. Anschließend wurde er zu deren Kommandant ernannt und am 18. Januar 1758 zum Generalfeldwachtmeister befördert. Ferner kämpfte er bei Maxen (21. November 1759) und Breslau. Am 18. Januar 1760 wurde er mit Rang vom 25. April 1758 zum Feldmarschallleutnant befördert. Als solcher wurde er vom preußischen General Fouque am 19. Juni 1760 von Landshut vertrieben. Den Österreichern unter Loudon gelang aber bereits am 23. Juni die erfolgreiche Gegenstoß.
Nach dem Krieg wurde er 1769 Inhaber des Infanterieregiments No. 44 sowie am 19. Januar 1771 mit Rang vom 1. Januar 1770 zum Feldzeugmeister befördert und als Kommandant nach Lodi versetzt. Gaisruck starb als solcher am 27. März 1778 in Görz.